# Karim Ben Ali
Pour les articles homonymes, voir Ben Ali (homonymie).
Karim Ben Ali est un lanceur d'alertes français.

## Affaire ArcelorMittal

### Épandages toxiques
Karim Ben Ali est devenu lanceur d'alerte malgré lui, lorsque Le Républicain lorrain publie en juin 2017, sans le prévenir, un article où il est fait mention de centaines de mètres cubes d'acide chlorhydrique déversés pour le compte d'ArcelorMittal pendant trois mois dans la nature au lieu de porter la matière dangereuse au centre de recyclage Paprec de Malancourt et surtout par la diffusion d'une vidéo de Karim Ben Ali : il y dénonce le transporteur Suez environnement et son agence d'intérim comme étant complice de la pollution.
Les faits sont niés par ArcelorMittal ; il subit tas des pressions, intimidations et menaces… "On a dévissé les roues de ma voiture", avant d’être licencié sans ménagement pour "rupture de discrétion commerciale". Ses deux frères, également intérimaires chez Arcelor, sont licenciés du jour au lendemain. 

### Enquête et procès
La Direction régionale de l'Environnement (Dreal) ouvre une enquête à l'été 2017 pour « atteinte à l'environnement » et conclut qu'il n'y a pas eu pollution mais une simple « gestion irrégulière des déchets », délit qui fait ensuite l'objet de poursuites par le parquet de Thionville. La communauté d’agglomération du Val de Fensch s’est constituée partie civile et quatre associations de protection de l’environnement ont demandé à être reconnues comme victimes. Le député Michel Larive (LFI) a évoqué le cas de Karim Ben Ali à l'Assemblée nationale pour dénoncer l’absence de statut pour les lanceurs d’alerte. 
En décembre 2018, il porte plainte contre ArcelorMittal pour « mise en danger et atteinte volontaire à l'intégrité de la personne », et pour « infraction aux règles de la sécurité et de la santé ». Poursuivi pour des menaces proférées le 8 janvier 2019 devant ArcelorMittal à Florange, Karim Ben Ali est relaxé le 5 mars 2019 par le tribunal correctionnel de Thionville,. Ce même tribunal relaxe ArcelorMittal pour sa gestion irrégulière des déchets le 23 septembre 2019. Le parquet a fait appel de la relaxe d'ArcelorMittal.

## Médias
Karim Ben Ali fait l'objet d'un documentaire "Karim contre Mittal" tourné par Pedro Brito da Fonseca en 2019 et diffusé par France 3 le 14 septembre 2020 dans la série « Les Désobéissants », consacrée aux lanceurs d'alerte en France.